# Delias fasciata
Delias fasciata é uma borboleta da família Pieridae. Foi descrita por Walter Rothschild em 1894. É encontrada no reino da Australásia. É endémica para o Sumba.
A envergadura é de cerca de 60 a 63 milímetros. Os adultos são semelhantes a Delias periboea, mas podem ser distinguidos por terem uma área amarela mais estendida.